# キルプの軍団
『キルプの軍団』（きるぷのぐんだん）は、1988年に刊行された大江健三郎の長編小説。講談社文庫版の解説は鴻巣友季子、岩波文庫版の解説は小野正嗣。「へるめす」に連載された。大江自身はチャールズ・ディケンズを「主題のイメージ化の支え」にしたと回想する。

## あらすじ
オーちゃんとあだ名で呼ばれている主人公の「僕」は部活のオリエンテーリングに励む理系志望の高校生である。父の故郷の松山で暴力犯係の刑事をやっているディケンズ好きの忠叔父さんが仕事で上京しているので、オーちゃんは英語の勉強として叔父さんを教師にし、ディケンズの『骨董屋』を原書で読むことにする。そして作中のキルプという悪役にシンパシーを抱く。忠叔父さんは、松山で知り合った百恵さんという元サーカス団員の女性とその伴侶の映画監督・原さんを借金を取り立てに来るヤクザから守ろうとしており、オーちゃんに百恵さんとの連絡係を依頼する。オーちゃんは百恵さん達が隠れ住む小田原に行くようになり、オーちゃんは『骨董屋』および、それにインスパイアされたドストエフスキーの『虐げられた人びと』から着想を得た映画を、百恵さんを主演として撮るプロジェクトに参加するようになる。

## 評価
小谷野敦は『芥川賞の偏差値』（二見書房）の巻末で、本作に70以上80以下の偏差値を付けた。また本人のブログに「（大江作品でもマイナーな部類に属する）本作一品に対して、全作品で対抗しても勝てない大御所純文学作家が沢山いる」と絶賛し、1970年以降の文学界は大江一人勝ちの奇観を呈していると評した。